# Свети Никола (Цер)
Вижте пояснителната страница за други значения на Свети Никола.
„Свети Никола“ (на македонска литературна норма: „Свети Никола“) е възрожденска църква в кичевското село Цер, Република Македония. Църквата е част от Кичевското архиерейско наместничество на Дебърско-Кичевската епархия на Македонската православна църква – Охридска архиепископия.
Църквата е гробищен храм, разположен в западната част на Цер. Изградена е в средата на XIX век. Иконостасът е изработен в 1839 година. Живопис има само на свода и на стената от дясната страна на олтара.